# Михнов, Андрей Павлович
Андрей Павлович Михнов (укр. Андрій Павлович Міхнов; 26 ноября 1983, Киев, СССР) — украинский хоккеист, центральный и левый нападающий сборной Украины. Брат Алексей — также хоккеист.

## Карьера

### Клубная
Воспитанник школы киевского «Сокола». В раннем возрасте уехал за океан. Выступал за разные команды ОХЛ, в 2002 году был задрафтован клубом «Сент-Луис Блюз» во 2-м раунде под общим номером 62. В 2003 году приехал в Россию. Выступал за команды ЦСК ВВС из Самары, «Ладу» из Тольятти и уфимский «Салават Юлаев». После чемпионата мира 2006 года Михновым заинтересовался казанский «Ак Барс», однако игрок остался недоволен тем, что ему предоставляли слишком мало времени на площадке. По окончании очередного первенства России Михнов, выигравший серебряную медаль, покинул клуб.
Провёл несколько тренировок с «Соколом», но в итоге подписал контракт с челябинским «Трактором», который возглавил Андрей Назаров. Позднее он снова вернулся в «Ладу», провёл там два сезона, после чего перешёл в «Нефтехимик». В 2011 году вернулся на Украину, где выступал сначала за «Донбасс», а потом за «Беркут».

### В сборной
В отличие от брата, российское гражданство не принимал, продолжая выступать за сборную Украины. На чемпионате мира 2006 года забросил две шайбы, также провёл встречу против сборной России, в составе которой выступал его брат. Также сыграл на чемпионатах мира 2009, 2010 и 2011 годов в Первом дивизионе. Всего провёл 21 матч, набрав 20 очков (7 голов + 13 голевых пасов).